# Якімварська затока
Якімва́рська зато́ка — вузька затока в Ладозькому озері, Республіка Карелія, Росія.
Знаходиться в північно-західній частині озера. Довжина 11,5 км, ширина від 0,4 до 1,4 км. Глибина від початку до середини — 20-50 м, у другій половині — 50-100 м.
На південному заході відокремлена островом Соролансарі, на північному сході — островами Хепасалонсарі та Кюльвяянсарі. В гирлі знаходиться скелястий острів Юкансарі.
На березі затоки знаходиться місто Лахденпох'я.
| Росія | Це незавершена стаття з географії Росії. Ви можете допомогти проєкту, виправивши або дописавши її. |